# Sjumansholmen

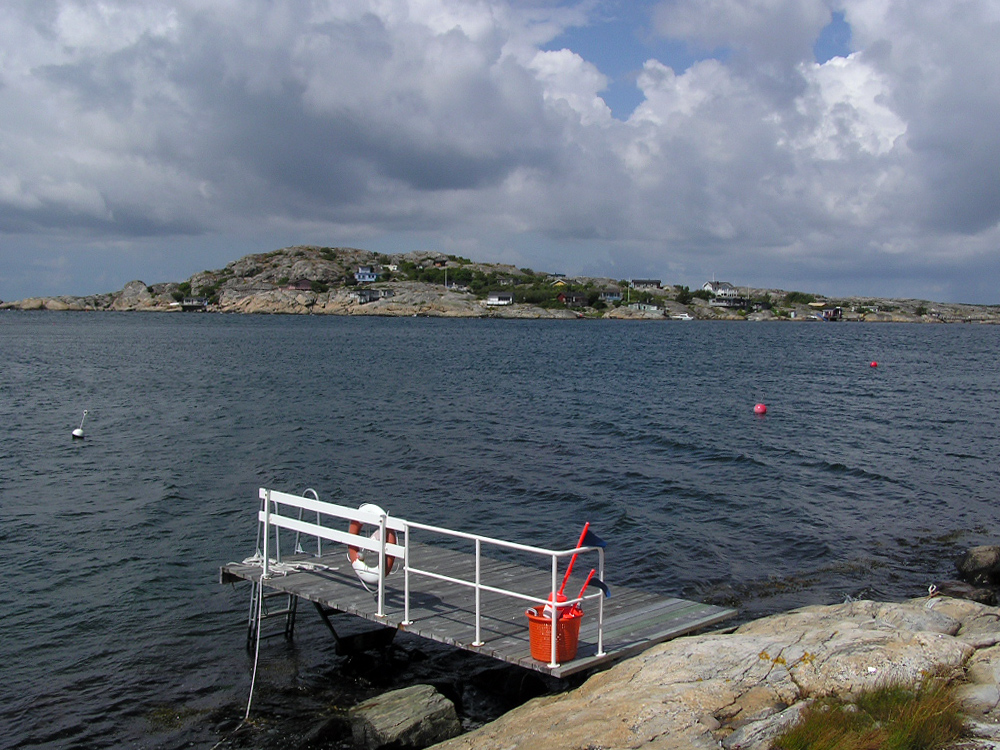
Sjumansholmen, vy från Kårholmen

Sjumansholmen är en liten ö i Göteborgs södra skärgård. Den ligger mellan Styrsö i nordväst, Kårholmen i öster och Vrångö i söder. Bebyggelsen består av ett drygt 30-tal sommarstugor.
Redan 1929 arrenderade pionjärföreningen Spartacus, en barnorganisation knuten till Sveriges kommunistiska parti, ön för sin sommarverksamhet. Fram till 1935 anordnades barnkolonier på ön. Parallellt med barnkolonin hade det också varit tillåtet för barnens vänner och anhöriga att tälta. Trots att koloniverksamheten upphörde, så blev tälten allt talrikare och var till sist ett fyrtiotal. Därtill fanns ett stort militärtält där den kommunistiska arbetarkommunen anordnade föredrag och seminarier. Partiet hade ett muntligt tioårigt arrende med Gustav Olsson på Donsö (skeppsredare Sten A. Olssons far) på 30 kr per år. Efter kriget fick föreningen bygglov och därmed var det slut med svartbyggena.
I början av 1950-talet köpte sig föreningen fri från arbetarkommunen genom att betala 1400 kronor för fastigheterna. Sedan dess arrenderas ön gemensamt av medlemmarna, men man äger sina hus. Efterhand har man fått allt bättre kontrakt med Donsö bys skifteslag och 1973 förhandlades ett tioårigt arrende fram. Det förnyades senare på 25 år.
Den första tiden fick man ta ordinarie skärgårdsbåt till Kårholmen, vandra diagonalt över ön och ta sig till Sjumansholmen med föreningens eka. Under 1980-talet byggde man en ordentlig stenbrygga och fick tidtabellsenliga anlöp av Styrsöbolagets båtar.